# Högaborgs BK
Maillots
Dernière mise à jour : 16 août 2011.
Le Högaborgs BK  est un club suédois de football basé à Helsingborg.
Le club évolue en troisième division de 1996 à 2005.

## Historique
- 1927 : fondation du club

## Anciens joueurs
- Henrik Larsson
- Daniel Nannskog